# حارة بير سريع (صنعاء)
حارة بير سريع هي إحدى حارات حي شعوب بمديرية شعوب إحد مديريات العاصمة اليمنية صنعاء، بلغ تعداد سكانها 2098 نسمة حسب تعداد اليمن لعام 2004.